# Toivo Pohjala
Toivo Pohjala (ur. 1 lutego 1888 w Nakkila, zm. 23 sierpnia 1969 w Helsinkach) – fiński zapaśnik. Olimpijczyk z Paryża 1924, gdzie zajął siódme miejsce w wadze ciężkiej, w stylu wolnym.
Brązowy medalista mistrzostw świata w 1922; czwarty w 1921 roku.
Mistrz kraju w stylu klasycznym w 1923; drugi w 1992; trzeci w 1921. Pierwszy w stylu wolnym w 1923; drugi w 1924 roku. 

## Letnie Igrzyska Olimpijskie 1924
| Konkurencja        | Rundy eliminacyjne | Rundy eliminacyjne    | Klas. końcowa |
| Konkurencja        | 1/4                | 1/2                   | Miejsce       |
| ------------------ | ------------------ | --------------------- | ------------- |
| +87 kg styl wolny. | Hans Roth (SUI) Z  | Ernst Nilsson (SWE) P | 7.            |